# Manuel Domingo y Sol
Manuel Domingo y Sol (Tortosa, 1er avril 1836 - Tortosa, 25 janvier 1909) est un prêtre espagnol, fondateur des Prêtres ouvriers diocésains du Sacré-Cœur de Jésus et du collège pontifical espagnol (es), il est reconnu bienheureux par l'Église catholique. 

## Biographie
Manuel Domingo y Sol est né à Tortosa le 1er avril 1836. À l'âge de 15 ans, il entre au séminaire diocésain de sa ville. Il est ordonné prêtre le 2 juin 1860 à l'âge de 24 ans et célèbre sa première messe le 9 juin 1860. Sa première mission est à L'Aldea le 7 mars 1862 ; un an plus tard il est chargé de la paroisse de Santiago de Tortosa.
Au cours des treize premières années de son sacerdoce, il est missionnaire diocésain, curé, confesseur de religieuses. Il se consacre principalement à l'apostolat auprès des jeunes. Il construit un centre de jeunesse et fonde le premier magazine pour la jeunesse catholique d'Espagne (el congregante) mais rien de tout cela ne remplit ses aspirations.
Un jour de février 1873, il rencontre le séminariste Ramón Valero, pauvre et humble qui vit d'aumônes avec d'autres séminaristes dans une mansarde, le séminaire de Tortosa ayant été détruit par la Révolution de 1868, la situation des séminaires espagnols est assez précaire, les quelques séminaristes restent éparpillés dans la ville, affamés et sans formation. Manuel Ramon Valero raconte à Domingo y Sol qu'il vit sans pain et sans lumière pour étudier. Cette expérience lui donne sa voie : la formation adéquate des futurs prêtres.
En septembre 1873, il commence la tâche ardue de sa vie par la fondation de la maison de saint Joseph où il rassemble 24 séminaristes pauvres. Bientôt, il doit acheter une plus grande maison en 1876 pour 98 étudiants. Le 11 avril 1878, il pose la première pierre du collège de Saint Joseph pour les vocations ecclésiastique qui est inauguré le 11 avril 1879 avec 300 séminaristes. Il instruit et loge gratuitement 100 autres séminaristes au palais de Saint Rufus.
À cette époque, Manuel Domingo réfléchit pour étendre son activité à d'autres diocèses. Le 29 janvier 1883, après avoir célébré la messe, il reçoit, selon ses dires, une illumination pour la fraternité de prêtres ouvriers avec un esprit de réparation et consacrée à la formation des futurs prêtres. Avec une poignée de prêtres, il commence la confrérie qui est approuvée par l'évêque de Tortosa le 17 mai 1883.
Il démarre la première expansion de la confrérie en Espagne avec la création des collèges de Valence (1884), Murcie (1888), Orihuela (1889), Plasence (1893), Burgos (1894), Almeria (1896) et Tolède (1898). La première école fondée en dehors de l'Espagne est à Lisbonne (1896).
Manuel Domingo y Sol fonde en 1892 le collège pontifical espagnol à Rome, considéré comme l'une de ses plus importantes réalisations, et qui a influencé le renouveau spirituel et intellectuel des séminaires et du clergé espagnol. Depuis lors, le collège pontifical espagnol de saint Joseph de Rome a formé plus de 3000 étudiants et a donné plus de 70 évêques aux diocèses espagnols, de nombreux anciens élèves ont travaillé ou travaillent dans les centres de formation sacerdotale.
Le nouveau style du collège de Rome s'impose progressivement, en raison de la méthodologie utilisée par les prêtres ouvriers diocésains du Sacré-Cœur de Jésus pour la formation des séminaristes, de nombreux évêques leur confient la direction de leurs séminaires respectifs. Ils dirigent ainsi les séminaires d'Astorga (1897), Tolède (1898), Saragosse (1899), Sigüenza et Cuenca (1901), Badajoz (1902), Baeza (1903), Jaén, Ciudad Real et Malaga (1904), Barcelone (1905), Ségovie (1906), Almeria (1907) et Tarragone (1908). Avec les fondations au Mexique, ils  dirigent les séminaires de Chilapa (1898), Cuernavaca (1900) et Puebla de los Angeles (1902).

## Spiritualité
La spiritualité de Manuel Domingo se trouve dans l'esprit de réparation au Cœur de Jésus, en particulier dans l'Eucharistie. C'est par amour pour Jésus dans l'Eucharistie et l'esprit de réparation qu'il désire ériger des temples de la réparation comme le temple national expiatoire de saint Philippe de Jésus au Mexique. Manuel Domingo en veut un dans chaque diocèse. En 1903, il construit le premier temple de réparation à Tortosa. À sa mort, le 25 janvier 1909, il existe 75 membres de la fraternité, 10 écoles de vocations, 17 séminaires, 2 temples de la réparation et le collège espagnol à Rome.
Manuel Domingo y Sol est déclaré vénérable le 4 mai 1970 par le pape Paul VI, le 29 mars 1987, il est béatifié par le pape Jean-Paul II. Sa fête est célébrée dans l'Église catholique le 29 janvier et ses reliques sont vénérés dans le temple de la réparation de Tortosa. 